# Wellsboro
Wellsboro és una població dels Estats Units a l'estat de Pennsilvània. Segons el cens del 2000 tenia 3.328 habitants.

## Demografia
Segons el cens del 2000, Wellsboro tenia 3.328 habitants, 1.469 habitatges, i 866 famílies. La densitat de població era de 262,8 habitants/km².
Dels 1.469 habitatges en un 25% hi vivien nens de menys de 18 anys, en un 47% hi vivien parelles casades, en un 9,7% dones solteres, i en un 41% no eren unitats familiars. En el 36,1% dels habitatges hi vivien persones soles el 18,2% de les quals corresponia a persones de 65 anys o més que vivien soles. El nombre mitjà de persones vivint en cada habitatge era de 2,17 i el nombre mitjà de persones que vivien en cada família era de 2,83.
Per edats la població es repartia de la següent manera: un 20,9% tenia menys de 18 anys, un 7,7% entre 18 i 24, un 23,1% entre 25 i 44, un 24,2% de 45 a 60 i un 24,1% 65 anys o més.
L'edat mediana era de 44 anys. Per cada 100 dones de 18 o més anys hi havia 75,3 homes.
La renda mediana per habitatge era de 30.169$ i la renda mediana per família de 39.898$. Els homes tenien una renda mediana de 37.083$ mentre que les dones 20.492$. La renda per capita de la població era de 18.096$. Entorn del 9,5% de les famílies i el 14,8% de la població estaven per davall del llindar de pobresa.

## Poblacions més properes
El següent diagrama mostra les poblacions més properes.